# NERVA
|  | Per a altres significats, vegeu «Nerva (desambiguació)». |

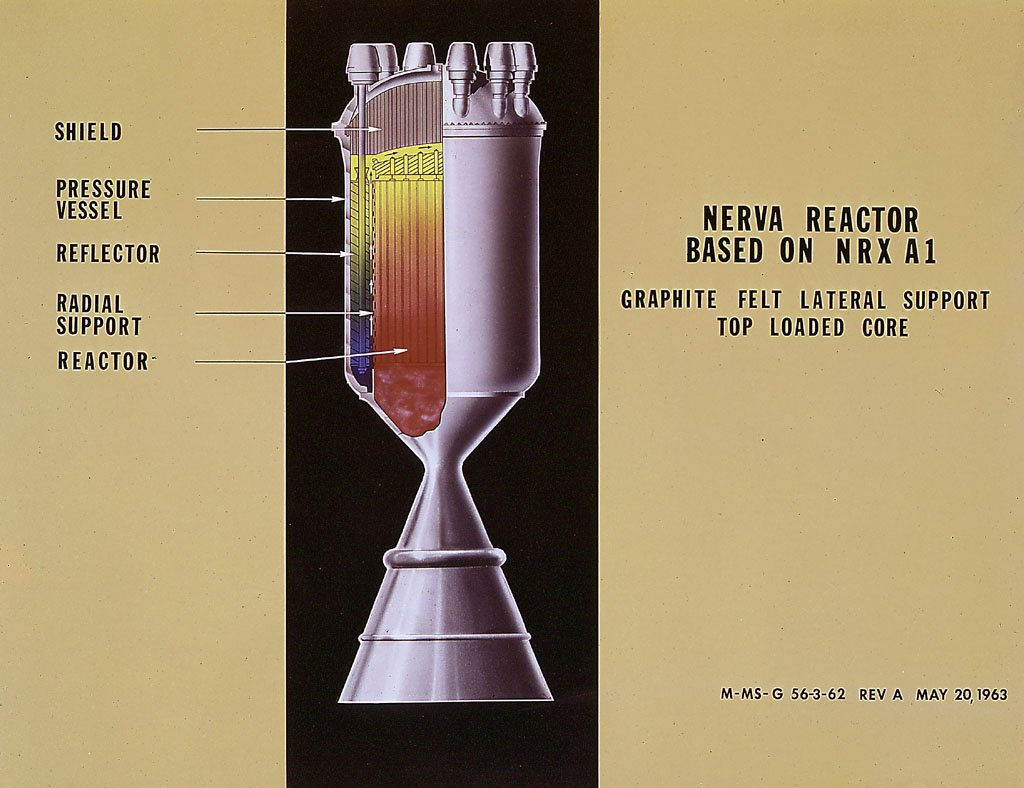
Diagrama del motor de coet nuclear NERVA.

NERVA és l'acrònim de Nuclear Engine for Rocket Vehicle Application (Motor Nuclear Per a Ús en Vehicles Coet). El motor de coet NERVA estava basat en la tecnologia de reactors nuclears Kiwi (els dissenys original no destinats a volar de coets tèrmics nuclears foren anomenats així per l'au no voladora anomenada kiwi). A principis de la dècada del 1970, la NASA planejà utilitzar el NERVA per fer un RIFT (Test de Reactor En Vol, per les seves sigles en anglès Reactor-In-Flight-Test) de tram nuclear per ser llançat a principis de la dècada del 1970. El NERVA funcional seria l'últim tram del coet Saturn V i seria propulsat per energia nuclear, cosa que permetria una millora del coet Saturn i llançar càrregues a distàncies interplanetàries. El Centre de Vol Espacial Marshall de la NASA tenia la responsabilitat del desenvolupament dels trams del coet.
Des del principi del programa hi hagué molts problemes. Era molt car. Mai no tingué gaire suport popular a causa del creixement del lobby antinuclear als Estats Units a principis de la dècada del 1970. Hi havia implica mediambientals i els motors de prova mai no proporcionaren més del 40% de l'empenyiment teòric, cosa que els feia, de lluny, menys potents que els coets convencionals de l'època.
Eugene F. Lally del JPL/Caltech proposà missions tripulades al planeta Mart a principis de la dècada del 1960 utilitzant el motor NERVA pels trams superiors, maximitzant la càrrega posada en òrbita i minimitzant els costos. Es dissenyà una missió que incloïa una nau espacial separada connectada amb cables durant el llarg viatge a Mart i fent girar dues seccions per simular gravetat i protegir els astronautes de la pèrdua de massa òssia. També un sistema de guia basat en un mosaic òptic i un sistema de navegació foren col·locats al centre de la rotació per proveir un sistema de navegació en temps real a bord que informés els astronautes. El sistema òptic consistia en els primers conceptes de les actuals càmeres digitals. Utilitzava un mosaic de detectors de llum per crear digitalment fotografies del fons d'estrelles i planetes als que s'aproximava i assistir en la guia i navegació.
Wernher von Braun també proposà missions tripulades a Mart utilitzant el NERVA i una nau amb forma de torus girant sobre si mateixa per crear gravetat artificial.
El programa NERVA fou cancel·lat el 1972.

## En la ficció
A la novel·la Voyage, de Stephen Baxter, el projecte NERVA no és cancel·lat i tracta a principis dels vuitanta de la producció d'un motor de proves de l'Apollo-N el 1980. A causa dels curts termini d'entrega, pobre disseny i el deficient coneixement de l'impacte d'un desastre tecnològic. El propulsor NERVA és accionat satisfactòriament només una vegada. Quan s'intenta tornar a encendre en òrbita, el dispositiu explota, irradiant la nau i la tripulació. Quan la càpsula Apollo fa un retorn d'emergència a la Terra només un astronauta roman amb vida i mor als 47 dies a causa de l'enverinament radiològic.
Aquest esdeveniment obstrueix el fictici programa marcià del llibre, però es reconstrueix utilitzant un mode de missió química, és a dir, convencional, via un sobrevol al planeta Venus i l'expedició arriba a Mart el 1986. Apollo N arriba fins a l'desastre del Challenger i la tecnologia NERVA és abandonada per insegura, probablement de forma permanent.

## Especificacions del tram de coet NERVA
- Diàmetre: 10,55 m
- Longitud: 43,69 m
- Pes en buit: 34.019 kg
- Pes en ple: 178.321 kg
- Empenyiment (en buit): 867 kN (194.919 lbf)
- ISP (en buit): 825 s (8,09 kN·s/kg)
- ISP (a nivell del mar): 380 s (3,73 kN·s/kg)
- Temps de crema: 1.200 s
- Propel·lent: Nuclear/LH2
- Motors: 1 Nerva-2